# Kasztelania nowogrodzka
Kasztelania nowogródzka – kasztelania mieszcząca się niegdyś w województwie nowogrodzkim, z siedzibą (kasztelem) w Nowogródku.

## Kasztelanowie nowogródzcy
| Imię i nazwisko                 | Okres urzędowania                       | p.    |
| ------------------------------- | --------------------------------------- | ----- |
| Grzegorz Wołowicz               | 1566 - 1583 (jeszcze 1586?)             | [ 2 ] |
| Aleksander Iwanowicz Połubiński | (już 1583?) 1588 - 1601 (jeszcze 1608?) | [ 2 ] |
| Samuel Wołłowicz                | 1608 - 1608 (jeszcze 1626?)             | [ 2 ] |
| Bazyli Kopeć                    | 1626 - 1636                             | [ 2 ] |
| Jan Rudomina                    | 1636 - 1646                             | [ 2 ] |
| Bogdan Stetkiewicz              | 1646 - 1646 (jeszcze 1652?)             | [ 2 ] |
| Samuel Stetkiewicz              | 1652 - 1652 (jeszcze 1660?)             | [ 2 ] |
| Mikołaj Władysław Judycki       | 1660 - 1660 (jeszcze 1670?)             | [ 2 ] |
| Stanisław Zenowicz              | (już 1660?) 1672 - 1672                 | [ 2 ] |
| Krzysztof Jesman                | 1672 - 1677                             | [ 2 ] |
| Mikołaj Przezdziecki            | 1677 - 1683                             | [ 2 ] |
| Aleksander Jasienicki           | 1684 - 1684 (jeszcze 1698?)             | [ 2 ] |
| Stefan Aleksandrowicz           | 1698 - 1698 (jeszcze 1700?)             | [ 2 ] |
| Teodor Obuchowicz               | 1700 - 1707                             | [ 2 ] |
| Antoni Nowosielski              | 1709 - 1709 (jeszcze 1726?)             | [ 2 ] |
| Antoni Oskierka                 | 1726 - 1726 (jeszcze 1734?)             | [ 2 ] |
| Bogusław Niezabitowski          | 1734 - 1739                             | [ 2 ] |
| Jan Rdułtowski                  | 1739 - 1739 (jeszcze 1744?)             | [ 2 ] |
| Daniel Szyszka                  | 1744 - 1744 (jeszcze 1756?)             | [ 2 ] |
| Jan Chreptowicz                 | 1756 - 1756 (jeszcze 1765?)             | [ 2 ] |
| Józef Niesiołowski              | 1765 - 1773                             | [ 2 ] |
| Rafał Jeleński                  | 1773 - 1773 (jeszcze 1780?)             | [ 2 ] |
| Gedeon Jeleński                 | 1780 - 1795                             | [ 2 ] |